# Hermann Otto Kluge
Hermann Otto Kluge (* 3. Mai 1818 in Berlin; † 19. Dezember 1882 ebenda) war ein deutscher Turner und Sportpädagoge.

## Leben und Werk
Er war der Sohn von Carl Alexander Ferdinand Kluge. Bereits im Knabenalter besuchte er die Turnschule Eiselens in Berlin. Beruflich ging er zunächst als Apothekengehilfe nach Görlitz und prägt die Turnbewegung in dieser preußischen Stadt. Nachdem er als Apotheker nach Berlin zurückgekehrt war, verfasste er 1843 seine Erstlingsschrift „Schwimm- und Sprunggymnastik“, der zahlreiche weitere folgen sollten. 1848 war er Mitbegründer der Turngemeinde in Berlin.
1861 hatte er auf dem Deutschen Turnfest die turnerische Leitung inne und errichtete zwei eigene Turnhallen.
Seine Gelehrtenbibliothek befindet sich heute in der Universitätsbibliothek der Humboldt-Universität zu Berlin.

## Schriften (Auswahl)
- Schwimm- und Sprunggymnastik. 1843.
- Ueber Ringübungen. 1858.
- Über die leiblichen Messungen der Sprunggrößen. 1864.
- De gymnastische zwemschool. 1868.
- Genügt der Sommerturnplatz? 1868.
- Lehrbuch der Schwimmkunst. 1870.
- Das Mädchenturnen in den Kluge'schen Turnanstalten, nebst einer Beschreibung der 2. Klugeschen Turnanstalt in Berlin. 1872.
- (mit Carl Euler): Turngeräthe und Turneinrichtungen. 1872.
- Sind die Bestrebungen der Stadt Berlin zur Förderung des Turnens in den Schulen die richtigen? 1875.
- Bericht über die Turn- und Schwimm-Geräthe-Lieferungen vom Jahre 1860-1877. 1878.
- Turnhallen 1870–1876. 1882.